# ケイト・フレンチ
ケイト・フレンチ（Kate French, 1984年9月23日 - ）は、アメリカ合衆国の女優である。

## 出演作品

### テレビ
- One Tree Hill
- Lの世界（ニキ）
- ゴシップガール
- CSI:マイアミ